# Wängle
Wängle è un comune austriaco di 912 abitanti nel distretto di Reutte, in Tirolo.